# Julius Löwen

Julius Löwen

Julius Löwen (* 31. Juli 1822 in Breckerfeld; † 9. August 1907 in Elberfeld) war ein deutscher Kaufmann, Seidenfabrikant und Kirchenlieddichter. Er gehörte der Gründergeneration der deutschen Brüderbewegung an. Bekannt ist er vor allem als freikirchlicher Liederdichter.

## Leben

### Herkunft, beruflicher Werdegang und Familie
Julius Löwen entstammte einer Bäckerfamilie. Seine Eltern, Johann Peter Nikolaus Löwen (1788–1862) und Anna Elisabeth geb. Flüs (1793–1881), betrieben neben der Bäckerei auch eine kleine Landwirtschaft sowie eine Kornmühle. Sie hatten vier Kinder, von denen Julius Löwen das älteste war. Nach dem Besuch der Städtischen Rektoratsschule, die er als einer der besten Schüler absolvierte, trat er in Elberfeld eine Kaufmannslehre an. Sein weiterer beruflicher Werdegang führte ihn nach Mettmann, wo er in einer dort ansässigen Textilfabrik eine Anstellung als Kaufmann fand. 1850 machte er sich gemeinsam mit einem Freund selbständig und gründete die Seidenweberei Löwen & Nordsieck. Nach zwei Jahren verlegte er deren Sitz von Mettmann nach Elberfeld. Mitte 1873 zog Löwen sich aus gesundheitlichen Gründen in den Ruhestand zurück.
Julius Löwen heiratete am 5. Juni 1851 die aus einer Unterbarmer Fabrikantenfamilie stammende Helene Langenbeck (1830–1915). Sie bekamen elf Kinder (vier Söhne und sieben Töchter).

### Löwens Weg zur Brüderbewegung
Schon in jungen Jahren war Julius Löwen an theologischen Fragen hoch interessiert. Großen Einfluss auf ihn übte der Wuppertaler Pastor Friedrich Wilhelm Krummacher (1796–1868) aus, dessen biblizistische Predigten selbst Friedrich Engels und Felix Mendelssohn Bartholdy tief beeindruckten. Er wandte sich dem intensiven Studium der Bibel zu und las in der sogenannten Erbauungsliteratur. 1842 schrieb er an einen Freund: „Indessen beschäftigte ich mich fleißig mit Lesen der Bibel und erbaulicher Bücher und lernte immer besser einsehen, daß es mit mir noch nicht recht stehe und daß, wenn ich selig werden wolle, eine totale Änderung mit mir vorgehen müsse. Da öffnete mir das Evangelium die Fülle seiner Schätze; es machte mich mit einem Manne bekannt, der mich retten könne vom ewigen Verderben; der alle meine zahllosen Sünden am Kreuze gesühnt, der für mich das Gesetz erfüllt und, mir seine Gerechtigkeit schenkend, mich vor dem Vater angenehm gemacht habe“.
Den entscheidenden Impuls, sich der damals noch jungen Brüderbewegung anzuschließen, bekam Julius Löwen durch seinen Schwager Carl Brockhaus. Brockhaus hatte sein Amt als Lehrer niedergelegt und half vollzeitig beim Aufbau der Christlichen Versammlungen, vor allem durch die Herausgabe von christlicher Literatur. Brockhaus gewann Löwen als Mitarbeiter im Lehr- und Seelsorgedienst der Bewegung sowie als Mitarbeiter der Zeitschrift Botschafter des Heils in Christo. Zu den Langzeitgästen in Löwens Haus gehörte auch die Führungspersönlichkeit der englischen Brüderbewegung, John Nelson Darby.

## Werk
Julius Löwen hat sich innerhalb und außerhalb der Brüderbewegung vor allem als Liederdichter einen Namen gemacht. 
Im gottesdienstlichen Gebrauch sind heute noch die Lieder Dir, dem hocherhobnen Herrn (1877), Anbetung Dir, dem Lamme (1886) und Anbetung, Ehre, Dank und Ruhm (1884). Von Löwen stammt auch eine Vertonung der Bibelverse aus Offb 1,5-6  Dem, der uns liebt, die in verschiedene Gesangbücher Aufnahme fand, so zum Beispiel in Feiern & Loben (Nr. 155).